# 穆爾斯伯勒 (北卡羅萊納州)
穆爾斯伯勒（英語：Mooresboro）是一個位於美國北卡羅萊納州克里夫蘭縣的城鎮。

## 人口
根據2020年美國人口普查的數據，穆爾斯伯勒的面積為4.58平方千米，皆為陸地。當地共有人口293人，而人口密度為每平方千米64人。